# Leonard William King
Leonard William King, född 8 december 1869, död 20 augusti 1919, var en brittisk assyriolog.
King blev avdelningsföreståndare vid British Museum 1913 och professor i assyrisk-babylonisk arkeologi vid King's College i London 1915. King ledde 1903-04 de brittiska utgrävningarna av Nineve och företog en arkeologisk forskningsfärd till Persien, vars resultat publicerades bland annat i Letters and inscriptions of Hammurabi (3 band, 1898-1900). Bland Kings övriga skrifter märks A history of Babylonia and Assyria (2 band, 1910-15), Legends of Babylon and Egypt in relation to Hebrew tradition (1918).